# Hans Dijkstal
Henri « Hans » Frans Dijkstal, né le 28 février 1943 à Port-Saïd et mort le 9 mai 2010 à Wassenaar, est un homme politique néerlandais, membre du Parti populaire pour la liberté et la démocratie (VVD) et vice-Premier ministre des Pays-Bas, ministre de l'Intérieur, et dirigeant de son parti.

## Éléments personnels

### Formation et carrière
Ayant terminé ses études secondaires à La Haye en 1961, il entre à l'université d'Amsterdam, où il étudie le droit pendant trois ans. Il a commencé à travailler en 1967, après l'accomplissement de son service militaire de deux ans, en tant que conseiller financier indépendant. Il exercera ce métier pendant quinze ans, parallèlement à celui de professeur de management à temps partiel à l'institut des sciences sociales (ISW) de La Haye entre 1970 et 1978.

### Vie privée
Il est né en Égypte, car son père et son grand-père y travaillaient, dans le secteur de la marine marchande. Il s'est marié en 1966 à La Haye, et a eu deux enfants. Il est décédé en 2010, à l'âge de 67 ans.

## Parcours politique

### Les débuts
Élu au conseil communal de Wassenaar en 1974, il est nommé quatre ans plus tard conseiller exécutif, chargé de l'Éducation, de la Culture et du Logement, dans le cadre d'une coalition violette, qui rassemblait les sociaux-démocrates (PvdA), le VVD et les Démocrates 66 (D'66). Il devient député à la seconde Chambre des États généraux en 1982, et renonce l'année suivante à ses fonctions exécutives municipales, tout en restant au conseil communal jusqu'en 1986.
Cette année-là, il est élu président de la commission parlementaire des Droits des minorités, avant d'être désigné, en 1990, vice-président du groupe parlementaire du VVD.

### Ministre, puis chef du VVD
Le 22 août 1994, Hans Dijkstal est nommé Vice-Premier ministre et ministre de l'Intérieur dans la première coalition violette dirigée par le social-démocrate Wim Kok, dont il est l'un des principaux architectes, notamment grâce aux nombreux contacts qu'il a liés avec d'éminents membres du PvdA.
Son mandat prend fin le 6 mai 1998, jour des élections législatives, mais il continue d'exercer l'intérim jusqu'au 3 août, lorsque la nouvelle coalition violette prend ses fonctions. À compter du 30 juillet, il occupe les postes de président du groupe parlementaire et chef politique du VVD, en remplacement de Frits Bolkestein. C'est à ce titre qu'il est chargé de conduire le parti aux élections du 15 mai 2002. Le jour du scrutin, le VVD perd plus de neuf points et quatorze de ses trente-huit sièges, ce qui le conduit à renoncer à l'ensemble de ses fonctions. Le parti restera au gouvernement, dans le cadre d'une coalition de droite. Il se retire de la vie politique au mois d'août suivant.